# Wonokerto Wetan
Wonokerto Wetan is een bestuurslaag in het regentschap Pekalongan van de provincie Midden-Java, Indonesië. Wonokerto Wetan telt 3087 inwoners (volkstelling 2010).